# Amphitremoida
Amphitremoida, en ocasiones erróneamente denominado Amphitremoidea, es un género de foraminífero bentónico de la familia Hippocrepinellidae, de la superfamilia Astrorhizoidea, del suborden Astrorhizina y del orden Astrorhizida. Su especie tipo es Amphitremoida citroniforma. Su rango cronoestratigráfico abarca el Ordovícico.

## Discusión
Clasificaciones previas incluían Amphitremoida en la subfamilia Saccammininae, de la familia Saccamminidae, así como en el suborden Textulariina del orden Textulariida.

## Clasificación
Amphitremoida incluye a las siguientes especies:
- Amphitremoida asperella †
- Amphitremoida citroniforma †
- Amphitremoida elegantoides †
- Amphitremoida kielcensis †
- Amphitremoida laevis †
- Amphitremoida longa †
- Amphitremoida orbicularis †
- Amphitremoida pajchlowae †
- Amphitremoida paramilacomplanata †
- Amphitremoida planoventralis †
- Amphitremoida redmondi †
- Amphitremoida rugosa †